# Parthénios II d'Alexandrie
Pour les articles homonymes, voir Parthénios.
Parthénios II (né en 1735 à Patmos - mort le 9 septembre 1805 à Rhodes) est pape et patriarche orthodoxe d'Alexandrie et de toute l'Afrique du 24 septembre 1788 au 21 septembre 1805.